# Траусниц
Траусниц (њем. Trausnitz) општина је у њемачкој савезној држави Баварска. Једно је од 33 општинска средишта округа Швандорф. Према процјени из 2010. у општини је живјело 971 становника. Посједује регионалну шифру (AGS) 9376173.

## Географски и демографски подаци
Траусниц се налази у савезној држави Баварска у округу Швандорф. Општина се налази на надморској висини од 448 метара. Површина општине износи 17,6 km². У самом мјесту је, према процјени из 2010. године, живјело 971 становника. Просјечна густина становништва износи 55 становника/km².